# Мајкл Кобли
Мајкл Кобли (рођен 10. октобра 1959. године) је писац научне фантастике и фантастике, рођен у Лестеру у Енглеској, али од своје седме године живи у Глазгову у Шкотској.

## Биографија
Мајкл Кобли је рођен у Лестеру, али се преселио у Глазгов када је имао седам година.
Док је студирао инжењерство на универзитету Стратклајд, радио је као ди-џеј; истовремено је писао за универзитетске новине под псеудонимом Федрус.
Објавио је пет романа, колекцију кратких прича и неколико критика и есеја.
Има снажан интерес за политику.

## Писање
Кобли, који је члан Глазговског круга писаца научне фантастике, признаје да су на њега утицали разни писци попут Франка Херберта, Дејвида Брина, Ијана Бенкса, Кена Маклауда и Вернора Винџа, али и музика (Дмитриј Шостакович, Блу ојстер калт, Емерсон, Лејк и Палмер, и Монстер Магнет ) и телевизијске емисије (Фајерфлај, Бабилон 5 и Батлстар Галактика).

### Романи
- Shadowkings. London: Earthlight. 2001. ISBN 978-0-7432-0717-1.
- Shadowgod. London: Earthlight. 2003. ISBN 978-0-7434-6114-6.
- Shadowmasque. London: Simon & Schuster. 2005. ISBN 978-0-7432-5682-7..
- Seeds Of Earth. London: Orbit Books. 2009. ISBN 978-1-84149-632-0.
- The Orphaned Worlds. London: Orbit Books. 2010. ISBN 978-1-84149-631-3.
- The Ascendant Stars. London: Orbit Books. 2011. ISBN 978-1-84149-635-1.
- Ancestral Machines. January 12. 2016.  978-0-316-22118-4.

### Колекције
- Iron Mosaic. Stafford: Immanion Press. 2004. ISBN 978-1-904853-03-9.